# 곡물

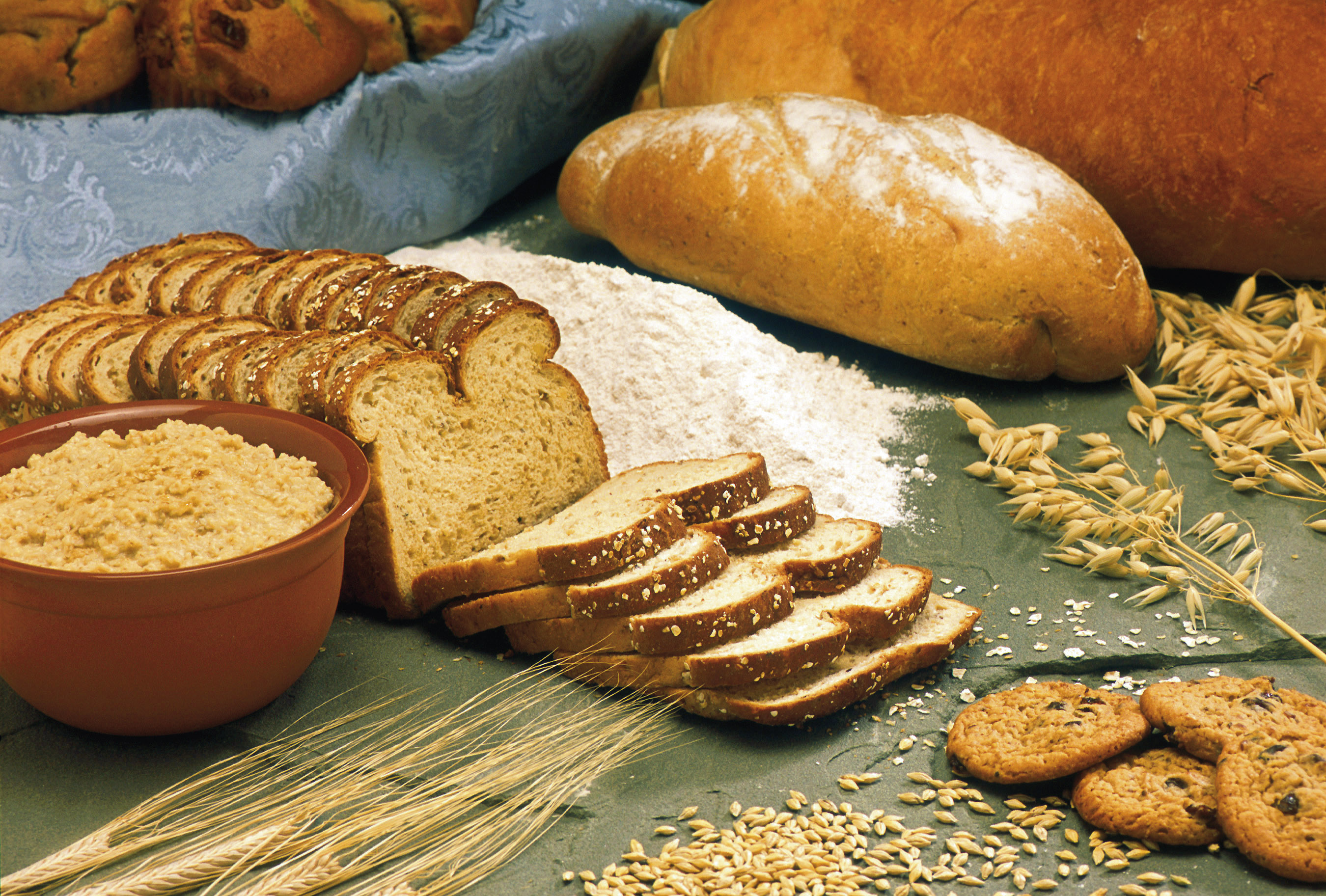
다양한 곡물

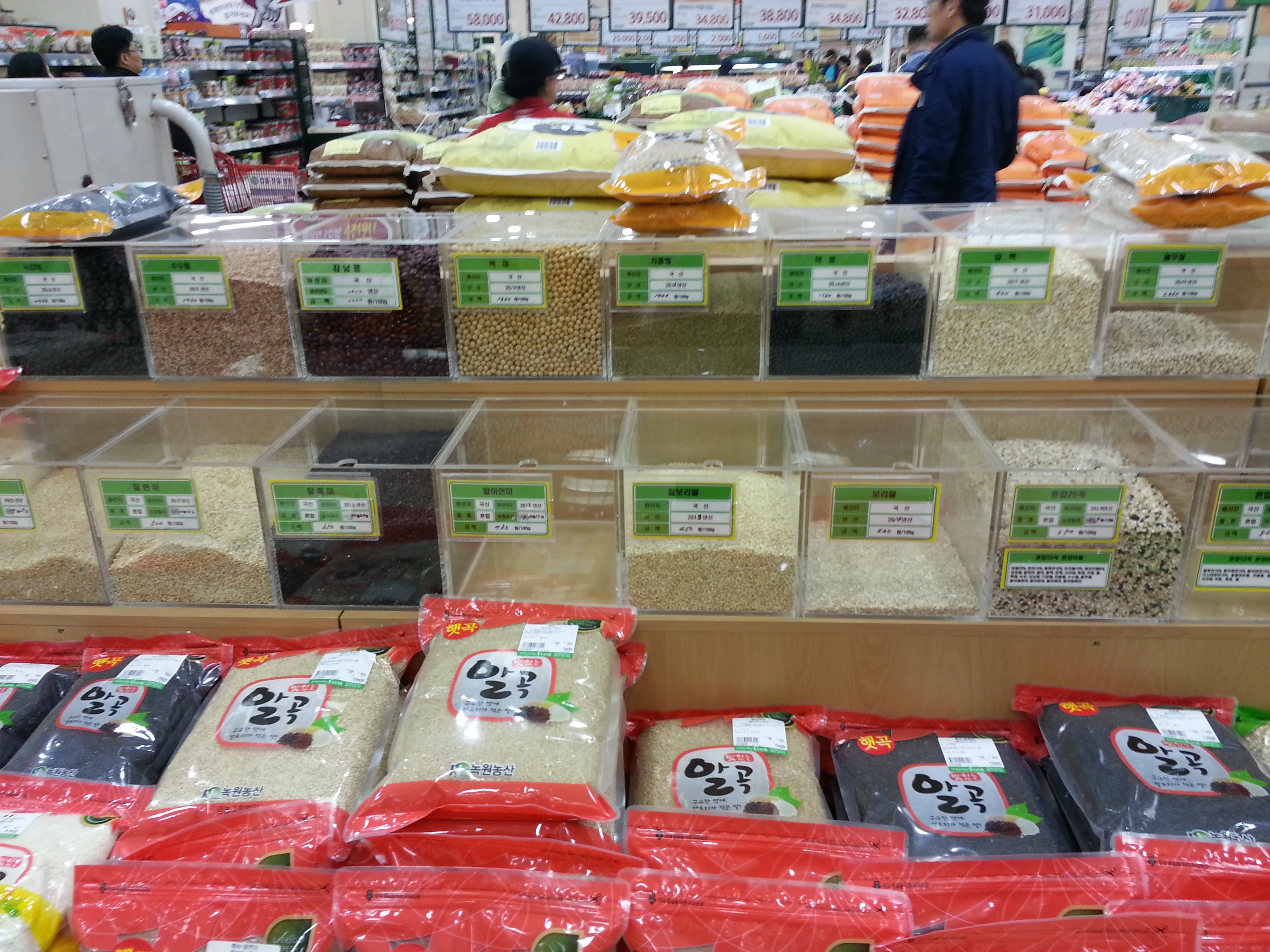

곡물(穀物, grain)은 식물로부터 얻을 수 있고 사람의 식량이 되는 물질을 두루 일컫는 낱말이다. 곡식(穀食)이라고도 한다. 이 가운데 쌀, 밀, 옥수수는 세계 3대 곡물로 세계에서 널리 쓰이고 있다. 쌀 이외의 곡물들은 잡곡이라고 부른다.
특별히 껍질을 벗기지 않은 곡식 알을 낟알, 곡립(穀粒)이라고 한다. 곡식이 더부룩하게 열리는 부분 혹은 추수하면서 흘린 낟알을 이삭(穗, 이삭 수)이라고 한다. 낟알의 껍질을 벗기면 알곡을 얻는다.
곡물의 유형에는 쌀, 밀, 보리, 옥수수 같이 탄수화물 위주이고 벼과에 속하는 곡류(穀類, cereal)와 콩처럼 협과이고 단백질이 많은 두류, 그리고 곡류와 유사하지만 벼과에 속하지 않는 메밀, 퀴노아 따위의 아곡류(pseudocereal)가 있다.

## 곡물의 생산
아래의 표에는 1961년, 2005~2006년의 곡물 연간 생산량을 나타낸 것이다. 아곡류인 메밀, 퀴노아를 제외하고 모두 벼과 식물이다.
- 단위: 톤

| 곡물   | 2006년      | 2005년      | 1961년      | 비고 |
| ------ | ----------- | ----------- | ----------- | --- |
| 옥수수 | 695,287,651 | 712,877,757 | 205,004,683 | 북아메리카, 남아메리카, 아프리카, 전 세계 가축의 주식이다. 북아메리카, 오스트레일리아, 뉴질랜드에서는 "corn" 또는 "Indian corn"이라고 부른다. |
| 쌀     | 634,575,804 | 631,508,532 | 284,654,697 | 열대 지역의 주요 곡물 |
| 밀     | 605,256,883 | 628,697,531 | 222,357,231 | 온대 지역의 주요 곡물 |
| 보리   | 138,704,379 | 141,334,270 | 72,411,104  | 냉대 지역에서 주로 재배한다. 밀이 자라기에 너무 덥거나 너무 추운 지역에 있는 가축의 성장에 필요하다.                                          |
| 수수   | 56,525,765  | 59,214,205  | 40,931,625  | 아시아와 아프리카를 비롯하여 전 세계 가축에 중요한 주식                                                                                       |
| 기장   | 31,783,428  | 30,589,322  | 25,703,968  | 아시아와 아프리카의 중요한 주식을 형성하는 곡식                                                                                               |
| 귀리   | 23,106,021  | 23,552,531  | 49,588,769  | 스코틀랜드와 전 세계 가축의 주식 |
| 호밀   | 13,265,177  | 15,223,162  | 35,109,990  | 추운 기후에 중요 |
| 라이밀 | 11,338,788  | 13,293,233  | 0           | 밀과 호밀의 잡종으로 호밀과 유사하게 성장 |
| 메밀   | 2,365,158   | 2,078,299   | 2,478,596   | 유라시아에서 쓰이는 아곡류. 주로 팬케이크 등에 쓰임.                                                                                          |
| 포니오 | 378,409     | 363,021     | 178,483     | 아프리카의 곡물. |
| 퀴노아 | 58,989      | 58,443      | 32,435      | 안데스산맥에서 자라는 아곡류. |

## 같이 보기
- 2007-2008년 세계 식료품 가격 위기